# Calanhel
Calanhel is een gemeente in het Franse departement Côtes-d'Armor, in de regio Bretagne. De plaats maakt deel uit van het arrondissement Guingamp.

## Geografie
De oppervlakte van Calanhel bedraagt 14,5 km².
De onderstaande kaart toont de ligging van Calanhel met de belangrijkste infrastructuur en aangrenzende gemeenten.

## Demografie
Onderstaande figuur toont het verloop van het inwonertal (bron: INSEE-tellingen).

1. ↑  Populations de référence 2022.